# Harmsiodoxa blennodioides
Harmsiodoxa blennodioides är en korsblommig växtart som först beskrevs av Ferdinand von Mueller, och fick sitt nu gällande namn av Otto Eugen Schulz. Harmsiodoxa blennodioides ingår i släktet Harmsiodoxa och familjen korsblommiga växter. Inga underarter finns listade i Catalogue of Life.